# La Arena, Querétaro Arteaga
La Arena är en ort i Mexiko.   Den ligger i kommunen Jalpan de Serra och delstaten Querétaro Arteaga, i den centrala delen av landet, 190 km norr om huvudstaden Mexico City. La Arena ligger 1 296 meter över havet och antalet invånare är 117.
Terrängen runt La Arena är kuperad åt nordväst, men åt sydost är den bergig. Runt La Arena är det ganska glesbefolkat, med 36 invånare per kvadratkilometer. Närmaste större samhälle är Landa de Matamoros, 17,8 km öster om La Arena. I omgivningarna runt La Arena växer huvudsakligen savannskog.